# Claus Møller Jakobsen
Claus Møller Jakobsen (Ringkøbing, 24 de septiembre de 1976) es un exjugador de balonmano danés que jugaba de central. Su último equipo fue el TMS Ringsted. Fue un componente de la selección de balonmano de Dinamarca.
Con la selección ganó la medalla de bronce  en el Campeonato Europeo de Balonmano Masculino de 2002, en el Campeonato Europeo de Balonmano Masculino de 2004, en el Campeonato Europeo de Balonmano Masculino de 2006 y en el Campeonato Mundial de Balonmano Masculino de 2007. 
En España es conocido por su paso por clubes como el Club Balonmano Ciudad Real, el Ademar León y el Portland San Antonio.

## Palmarés

### Ciudad Real
- Copa ASOBAL (2): 2005, 2006
- Liga de Campeones de la EHF (1): 2006
- Supercopa de Europa de Balonmano (1): 2006

## Clubes
- Skjern HB ( -2000)
- BM Altea (2000-2004)
- Club Balonmano Ciudad Real (2004-2006)
- Club Balonmano Ademar León (2006-2008)[2]
- Portland San Antonio (2008-2009)[3]
- Skjern HB (2009-2014)
- TMS Ringsted (2016)[4]